# Ruda Šváb
Ruda (Rudolf) Šváb (29. září 1909, Saská Kamenice (Chemnitz), Německá říše – 31. března 1989, Praha) byl český malíř, ilustrátor, grafik a typograf.

## Život
Ruda Šváb absolvoval v letech 1934–1940 Uměleckoprůmyslovou školu v Praze u profesorů Břetislava Bendy a Jaroslava Špillara. Od konce 30. let se věnoval ilustracím, a do roku 1943, kdy byl internován v koncentračním táboře, pracoval jako výtvarný redaktor časopisu Čin. Po skončení druhé světové války spolupracoval od roku 1949 se Státním nakladatelstvím dětské knihy.
Kromě ilustrací, které se většinou vyznačují naturalistickým detailem, se věnoval též grafice a tvorbě poštovních známek. Od roku 1949 byl členem Umělecké besedy a od roku 1952 SČUG Hollar.

## Z knižních ilustrací
- 1939 – Bohumila Sílová: Paví Očko ve lví říši
- 1939 – Bohumila Sílová: Podivné cesty Pavího Očka
- 1940 – Bohumila Sílová: Cirkus Pavího Očka
- 1940 – Bohumila Sílová: Povídá se ve lví říši, povídá...
- 1940 – Ludvík Mühlstein: Vláďa hlásí finále
- 1941 – Kálmán Mikszáth: Zázračný deštník svatého Petra
- 1941 – Edvard Valenta: Strýček Eskymák
- 1943 – Zdeněk Deyl: Houserovy boty
- 1943 – Bohumila Sílová: Slavnost úplňku
- 1948 – Nikolaj Kornějevič Čukovskij: Mořský lovec
- 1950 – Alois Jirásek: Filosofská historie
- 1952 – Svatopluk Čech: Výlety pana Broučka
- 1952 – Jiří Mařánek: Zrádci neuniknou
- 1953 – Jan Čarek: Zvířátka-naši přátelé
- 1955 – Svatopluk Čech: Nový epochální výlet pana Broučka, tentokráte do XV. století
- 1957 – Bohumil Říha: O letadélku Káněti
- 1958 – Svatopluk Čech: Ve stínu lípy
- 1958 – Jiří Mařánek: Učeň tajného umění
- 1967 – Alexej Nikolajevič Tolstoj: Jak liška létala
- 1969 – Václav Kaplický: Bandita, Paťara a spol.
- 1983 – Vladimír Šustr: Dobrodružství malého Indiána
- 1984 – Jan Suchl: Ztracená osada
- 1985 – Bohumil Nohejl: Báječný trest